# Tell It to My Heart
Tell It to My Heart ist die Debütsingle von Taylor Dayne aus dem Jahr 1987, die von Seth Swirsky und Ernie Gold geschrieben wurde. Sie erschien auf dem gleichnamigen Album.

## Geschichte
Ursprünglich sollte das Lied durch Warner Music Group veröffentlicht werden, doch da es aus Swirskys Sicht nicht für das Label geeignet sei, konsultierte man ein anderes Label. Als die Songwriter sich einige Demos von Taylor Dayne anhörten, nahm man das Original mit ihr auf und mittels Sendung einer Kopie des Demos bekam Dayne von Clive Davis einen Plattenvertrag bei Arista Records. Die Aufnahmen fanden in den Cove City Sound Studios in Glen Cove, New York statt.
Die Veröffentlichung fand im Juli 1987 statt, in den Ländern Deutschland, Österreich, Schweiz und Niederlande wurde der Dance-Song ein Nummer-eins-Hit. 1988 nominierte man das Lied für die Grammy Awards in der Kategorie Beste weibliche Gesangsdarbietung – Pop (Best Pop Vocal Performance, Female), es verlor aber gegen den Tracy-Chapman-Klassiker Fast Car.

## Musikvideo
Für das Musikvideo wurde ein sehr niedriges Budget investiert und auch die Handlung ist sehr einfach gehalten - Taylor Dayne tanzt mit zwei Backgroundtänzern in schwarzer Kleidung vor einem weißen Hintergrund.

## Kommerzieller Erfolg

### Chartplatzierungen
| ChartsChartplatzierungen       | Höchstplatzierung | Wochen |
| ------------------------------ | ----------------- | ------ |
| Deutschland (GfK)              | 1 (19 Wo.)        | 19     |
| Österreich (Ö3)                | 1 (14 Wo.)        | 14     |
| Schweiz (IFPI)                 | 1 (14 Wo.)        | 14     |
| Vereinigte Staaten (Billboard) | 2 (30 Wo.)        | 30     |
| Vereinigtes Königreich (OCC)   | 3 (16 Wo.)        | 16     |

| ChartsJahrescharts (1988)      | Platzierung |
| ------------------------------ | ----------- |
| Deutschland (GfK)              | 8           |
| Österreich (Ö3)                | 17          |
| Schweiz (IFPI)                 | 10          |
| Vereinigte Staaten (Billboard) | 53          |
| Vereinigtes Königreich (OCC)   | 23          |

### Auszeichnungen für Musikverkäufe
| Land/Region                  | Auszeichnungen für Musikverkäufe (Land/Region, Auszeichnung, Verkäufe) | Verkäufe  |
| ---------------------------- | ---------------------------------------------------------------------- | --------- |
| Deutschland (BVMI)           | Gold                                                                   | 250.000   |
| Schweden (IFPI)              | Gold                                                                   | 25.000    |
| Vereinigte Staaten (RIAA)    | Gold                                                                   | 500.000   |
| Vereinigtes Königreich (BPI) | Platin                                                                 | 600.000   |
| Insgesamt                    | 3× Gold · 1× Platin ·                                                  | 1.375.000 |

## Coverversionen
- 1988: Die Ärzte
- 1993: The Pointer Sisters
- 2006: Thomas Anders
- 2007: Royal Gigolos
- 2012: Cassey Doreen & Loona
- 2016: Linda Freeland
- 2016: Filatov & Karas
- 2019: Emil Bulls